# Innocent Egbunike
Innocent Egbunike (Onitsha, 30 november 1961) is een voormalig Nigeriaanse sprinter. Hij was gespecialiseerd in de 400 m en werd op dit onderdeel tweemaal Nigeriaans kampioen, tweemaal Afrikaans kampioen en won een bronzen medaille op de Olympische Spelen.
Aan het begin van zijn sportcarrière kwam hij ook uit op de 200 m won op dit onderdeel in 1984 de Afrikaanse kampioenschappen. Met 20,66 seconden versloeg hij zijn landgenoot Eseme Ikpoto (21,19) en de Algerijn Ali Bakhta (21,32).
Zijn eerste gouden medaille op een internationale wedstrijd behaalde hij in 1983 op de Universiade in Edmonton. Hier versloeg met een persoonlijk record van 20,42 s de Amerikanen Elliott Quow (zilver) en Bernie Jackson (brons).
In 1984 vertegenwoordigde hij Nigeria voor de eerste maal op de Olympische Spelen van Los Angeles. Hij nam hij deel aan de 4 x 400 m estafette en de 400 m. Op de 4 x 400 m estafette won hij een bronzen medaille met zijn teamgenoten Sunday Uti, Moses Ugbusien en Rotimi Peters in 2.59,32 en op de 400 m werd hij een zesde in 45,35. Vier jaar later werd hij op de Spelen van Seoel vijfde op de 400 m en zevende op de 4 x 400 m estafette.
Innocent Egbunike behaalde in Rome een zilver medaille op de 400 m bij de wereldkampioenschappen atletiek 1987. Met 44,56 seconden werd hij verslagen door de Oost-Duitser (44,33) en de Amerikaan Butch Reynolds werd derde. Hij nam nog deel aan de 400 m bij de Olympische Spelen van Barcelona, maar sneuvelde hierbij in de voorrondes met een tijd van 46,51.
Hij is een vriend van NFL ster Christian Okoye.

## Titels
- Afrikaans kampioen 200 m - 1984
- Afrikaans kampioen 400 m - 1985, 1988
- Nigeriaans kampioen 400 m - 1985, 1987

## Persoonlijke records
| Onderdeel | Prestatie | Datum            | Plaats   |
| --------- | --------- | ---------------- | -------- |
| 100 m     | 10,15 s   | 1984             |          |
| 200 m     | 20,42 s   | 1983             | Edmonton |
| 300 m     | 31,97 s   | 8 augustus 1986  | Londen   |
| 400 m     | 44,17 s   | 19 augustus 1987 | Zürich   |
| 800 m     | 1.51,1    | 1986             |          |

## Palmares

### 200 meter
- 1983:  Universiade - 20,42 s
- 1983: 6e WK - 20,63 s

### 400 meter
- 1984: 7e OS - 45,35 s
- 1985:  Universiade - 45,10 s
- 1985:  Wereldbeker - 44,99 s
- 1987:  WK - 44,56 s
- 1987:  Grand Prix Finale - 45,34 s
- 1987:  Afrikaanse Spelen - 44,23 s (A)
- 1988: 5e OS - 44,72 s

### 4 x 400 meter estafette
- 1984:  OS - 2.59,32
- 1988: 7e OS - 3.02,50